# 普里亞速斯凱

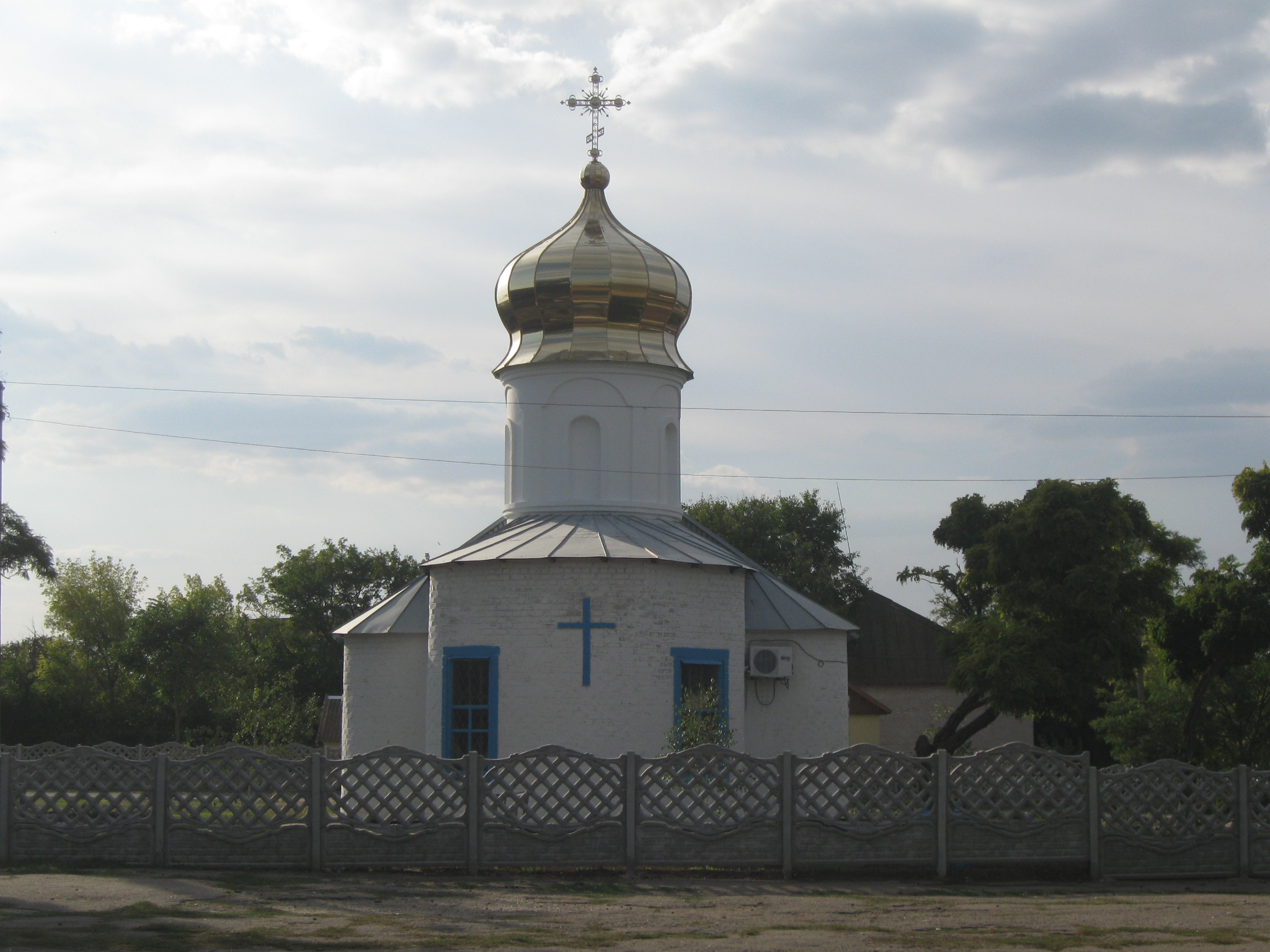
当地教堂

普里亞速斯凱（羅馬化：Pryazovske），亦按俄語译为普里亚速夫斯科耶，是烏克蘭南部扎波羅熱州梅利托波爾區普里亞速斯凱市鎮内的鎮及其行政中心。始建於1861年，面積6.83平方公里，海拔高度28米，2011年人口6,818，人口密度每平方公里998人。

## 備註
1. ↑  俄語：